# Ludvig Holstein-Holsteinborg

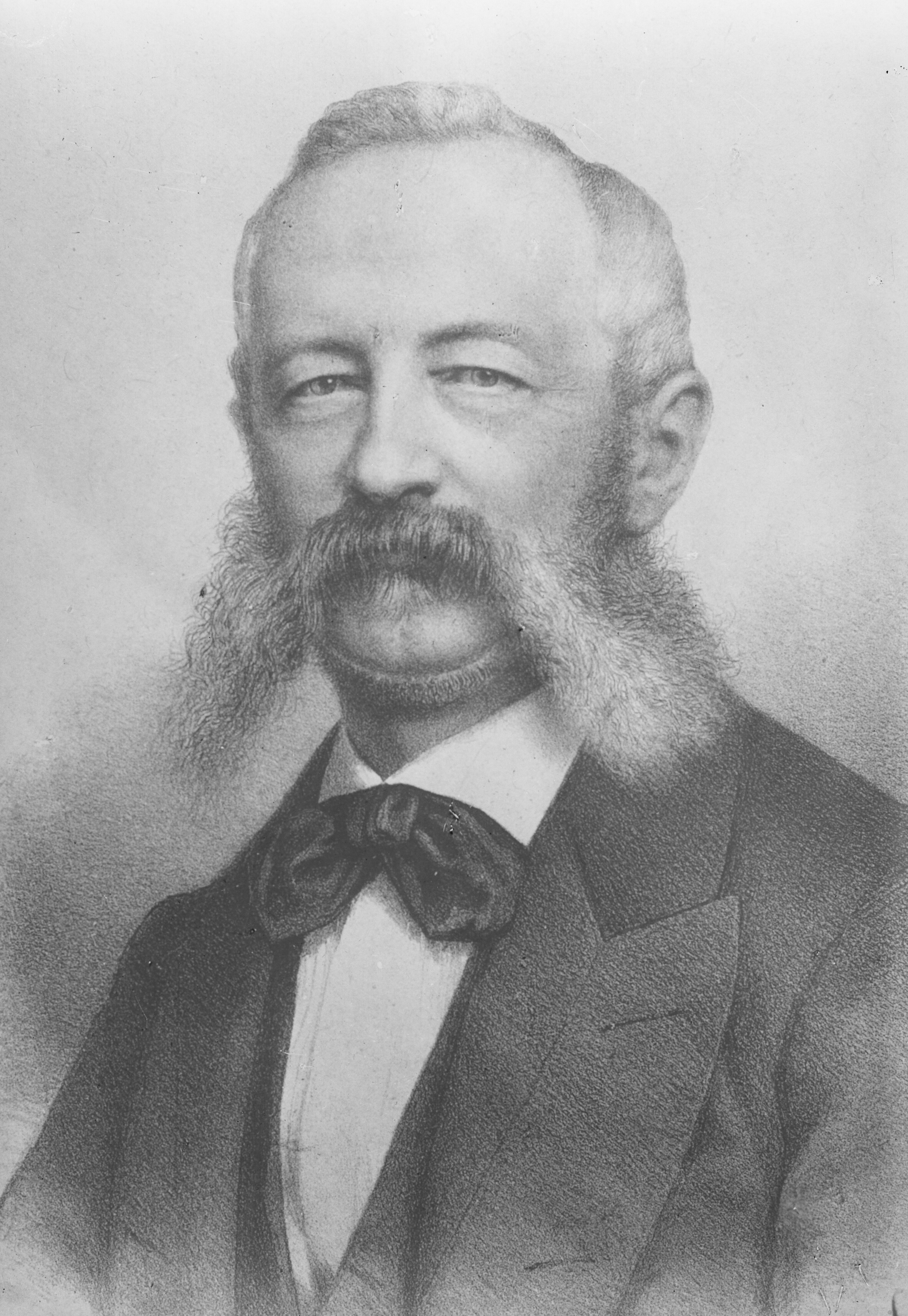
Ludvig Holstein-Holsteinborg.

Ludvig Holstein-Holsteinborg (Skælskør, 18 juli 1815 - Kopenhagen, 28 april 1892) was een Deens politicus.

## Levensloop
Ludvig Holstein-Holsteinborg was de zoon van graaf Friedrich Adolph von Holstein-Holsteinborg uit diens huwelijk met gravin Wilhelmine Julie von Revenlow. Hij stamde uit een van de oudste adellijke geslachten van Denemarken. In 1850 huwde hij met Bodild Joachimime Zahrtmann, dochter van admiraal C.C. Zahrtmann, tevens Deens minister van Marine. Het echtpaar kreeg vijf kinderen, drie dochters en twee zonen. Na de dood van zijn eerste echtgenote in 1876 huwde hij in 1878 met Betzy Laura Rasmussen, met wie nog een zoon kreeg.
In 1848 werd hij lid van de laatste Standenvergadering, waarna hij van 1856 tot 1863 in de Rijksraad en vanaf 1866 in de Folketing zetelde. Als opperkamerheer van het Deense hof stond hij ook zeer dicht bij koning Christiaan IX. Na het ontslag van de regering van Christian Emil Krag-Juel-Vind-Frijs werd hij op 28 mei 1870 dan ook aangesteld als voorzitter van de ministerraad. Als eerste minister leidde hij een regering bestaande uit grootgrondbezitters en nationaal-liberalen, waardoor er een felle politieke strijd met de linkerzijde oplaaide. Ook speelde hij als premier een weinig actieve rol en schoof hij zijn eigen opinie zelden naar voren. Op 14 juli 1874 werd hij als voorzitter van de ministerraad opgevolgd door Christen Andreas Fonnesbech. In 1881 trok Holstein-Holsteinborg zich uit de politiek terug.
- Gemeinsame Normdatei: 1154461823
- Virtual International Authority File: 2620152140027211100007